# Zinnwaldiet
Het mineraal zinnwaldiet is een kalium-lithium-ijzer-aluminium-fyllosilicaat, een verbinding van drie fyllosilicaationen met kalium, lithium, ijzer, aluminium en twee hydroxylgroepen met molecuulformule KLiFe2+Al2Si3O10(F,OH)2. Het is een fyllosilicaat en een mica, in het bijzonder een biotiet. De typelocatie is Zinnwald, tegenwoordig Cínovec, in de huidige gemeente Altenberg in Saksen, waar het voor het eerst is gevonden. Dat ligt in het Ertsgebergte in Duitsland dicht bij de grens met Tsjechië. Zinnwaldiet is een mineraal dat typisch in pegmatieten uitkristalliseert en komt vaak in de omgeving van cassiteriet voor. Het is doorzichtig, het is zilverwit of groengrijs tot lichtbruin en het heeft een witte streepkleur. Het heeft een monoklien kristalstelsel en de splijting is goed volgens kristalvlak [001]. De massadichtheid is 3 kg/l en de hardheid is 3,5 tot 4. Het is niet magnetisch en de radioactiviteit van zinnwaldiet is nauwelijks meetbaar.

## Websites
- Zinnwaldite Mineral Data.
- mindat.org. Zinnwaldite.